# Charlotte Zoeller-Lionheart
Charlotte Zoeller-Lionheart (* 12. Juli 1843 in Huddersfield in Nordwestengland als Charlotte Tobias; † 5. Januar 1913 in Lichterfelde bei Berlin) war eine deutsche Schriftstellerin, die auch unter dem Pseudonym C. Lionheart publizierte.

## Leben
Sie kam mit 6 Jahren nach Hamburg und später auf ein Gut in Mecklenburg, wo sie ihre schulische Ausbildung vom Vater erhielt. Ihre schriftstellerische Laufbahn begann im Alter von 18 Jahren. Sie schickte Novellen an Friedrich Spielhagen, der sie in dem von ihm geleiteten Sonntagsblatt abdruckte.
In erster, geschiedener Ehe war sie seit 1861 mit Salomon Loewenherz verheiratet. Aus dieser Ehe übernahm sie ihr anglisiertes Pseudonym Lionheart. Am 1. Juli 1874 heiratete sie in Berlin in zweiter Ehe den Generalagenten Fritz Zöller (1846–1914).

## Werke
- Wirre Fäden. Roman. Behrend, Berlin 1881. (Eisenbahn-Unterhaltungen 127)
- Verhängnisvolles Erbe. Kriminal-Erzählung. Berlin 1882.
- Namenlos. Roman. 1886.[2]
- In der Hochflut. Novelle. Goldschmidt Berlin 1890.[2]
- Belladonna und andere Erzählungen. List, Berlin/Leipzig 1890.[2]
- Pflicht. Roman. Goldschmidt, Berlin 1893. (Goldschmidt's Bibliothek für Haus und Reise 22)
- Erwache! Novelle. Goldschmidt, Berlin 1897. (Goldschmidt's Bibliothek für Haus und Reise 44)
- Fatum oder Selbstbestimmung. Roman. Bong, Berlin 1897.
- Selbstbefreiung. Roman. Schottlaender, Breslau 1897.
- Geister unserer Zeit. Roman. Hillger, Berlin/Eisenach/Leipzig 1898. (Kürschners Bücherschatz 117)
- Schattierungen. Roman. Goldschmidt, Berlin 1899. (Goldschmidt's Bibliothek für Haus und Reise 79)
- Jugendschuld.[2]
- Lebenskämpfe. Novellen. Breslau 1897.
- Leiden einer Frau. Roman. 2 Bände. Breslau 1897.[2]
- Pyrrhossiege.[2]
- Trauriges Erbe.[2]
- Verfehlte Ziele.[2]
- Salon und Werkstatt; Mignon von Belvedere; Friedhofsblüten. 3 Erzählungen. 1902.[2]
- Die Seelenretterin und anderes. Novellen. Enßlin & Laiblin, Reutlingen 1903.
- Aus gutem Hause. Novelle. Goldschmiddt, Berlin 1904.
- Böse Zungen. Roman. Hillger, Berlin 1905.
- Ohne Liebe vermählt. Erzählung. Hillger, Berlin 1907.
- Auf der Menschheit Höhen. Roman. 1908.[2]
- Verhängnisvoll. Novelle. Weber, Heilbronn 1908. (Weber´s moderne Bibliothek 125)
- Aus den Papieren eines Arztes. Roman. 1908. (online)
- Ihr Geheimnis. Roman Weber, Heilbronn 1909. (Weber´s moderne Bibliothek 133)
- Deutsche Treue. Novelle. Weber, Heilbronn 1909. (Weber´s moderne Bibliothek 136)
- Glut unter der Asche. Charakterbild. 1909.[2]
- Späte Strafe. Novelle. 1909.[2]
- Hoch hinaus. Erzählung. Heilbronn 1911. (Bücherei fürs deutsche Haus 5)